# Справа свинцевих масок

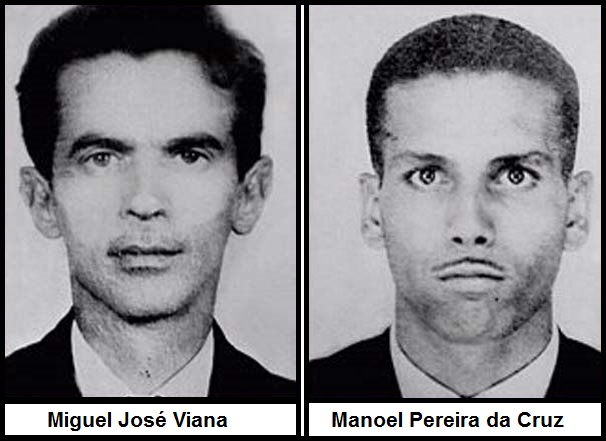

Справа свинцевих масок (порт. O Caso das Máscaras de Chumbo) — розслідування обставин смерті Мануела Перейри да Крус (Manoel Pereira da Cruz) і Мігела Жозе Віани (Miguel José Viana), чиї тіла були виявлені 20 серпня 1966 року на пагорбі Вінтем (Morro do Vintém) неподалік від бразильського міста Нітерой. На місці події були знайдені дві свинцеві маски (мабуть, призначені для захисту від радіації), і коротка записка вельми дивного змісту. Слідство не змогло встановити причину смерті, але зробило заключення, що вона не була самогубством. Справа викликала широкий резонанс у бразильському суспільстві, і інтерес до нього зберігається досі; зокрема, йому був присвячений спеціальний випуск телепередачі Linha Direta, що вийшов в 2004 році.
Обидва загиблих цікавилися уфологією та різними паранауковими теоріями. У поєднанні з обставинами справи це дало підстави стверджувати, що вони стали жертвами якогось експерименту. Було висунуто безліч припущень щодо суті цього експерименту, аж до найфантастичніших.

## Суть інциденту
Увечері в суботу 20 серпня 1966 року 18-річний Жоржі да Коста Алвес (Jorge da Costa Alves) повідомив поліцію Нітероя, що натрапив на два чоловічих трупа, коли пускав повітряного змія поблизу пагорба Вінтен. Вранці наступного дня поліція виїхала на вказане ним місце і справді виявила два вже досить сильно розкладанні трупи, які були упізнані, як Мануель Перейра да Крус [Архівовано 4 березня 2016 у Wayback Machine.] (32 роки на момент смерті) і Мігель Жозе Віана [Архівовано 27 грудня 2013 у Wayback Machine.] (34 роки), обидва працювали радіотехніками в місті Кампус-дус-Гойтаказис (штат Ріо-де-Жанейро). Загиблі були одягнені у ділові костюми (це виглядало так, ніби вони зібралися  на якусь важливу зустріч) і непромокальні плащі, на тілах не було ніяких видимих слідів насилля.

Обидва трупи лежали на підстилці з листя, зрізаного якимось гострим предметом — мабуть, ножем (який, втім, так і не був знайдений). Також  поруч з тілами лежав пакет з двома рушниками, порожня пляшка з-під води, носова хустинка з ініціалами «MAS» (або «AMS») і записна книжка, в якій серед назв радіодеталей була знайдена замітка [Архівовано 5 березня 2016 у Wayback Machine.] такого змісту:
16.30 Hs. esta' local determinado.
18.30 Hs. ingerir cápsula após efeito proteger metais aguardar sinal máscara
Приблизний переклад виглядає так: «16:30 — бути [в] умовному місці. 18:30 — проковтнути капсулу. Після [настання] ефекту, ...» (далі йде малозрозумілий набір слів, що означає приблизно наступне: «захист металів | чекати сигналу | маска»).

У книзі Дж. Мічелла і Р. Рікарда «Феномени книги чудес» наводиться наступний варіант перекладу:
4:30 пополудні. Будьте на зазначеному місці. 6:30. Проковтнути капсулу. Після того, як почне діяти, захистіть обличчя металевою маскою, трубкою і чекайте сигналу».
Але цей переклад неточний за змістом і заснований на припущеннях авторів книги. Що за «капсула» малася на увазі, так і залишилося незрозумілим, як і сенс замітки в цілому; але в ній, мабуть, згадувалися ті самі металеві захисні маски [Архівовано 3 грудня 2013 у Wayback Machine.], які були знайдені на обличчях загиблих. Маски були зроблені в кустарних умовах з листового свинцю і, по всій видимості, призначалися для захисту від радіації.
Згодом доктор  Астор Перейра ді Мелу (Astor Pereira de Melo) зробив розтин тіл та зазначив, що жодних ознак насильницької смерті йому виявити не вдалося, як і ознак отруєння, ураження радіацією або будь-яких інших патологічних змін у внутрішніх органах. Втім, щодо результатів токсикологічної експертизи відомості розходяться. Згідно INFA, всі проведені токсикологічні та гістологічні аналізи дали негативні результати. Згідно з сюжетом у Linha Direta, детальна токсикологічна експертиза тіл просто не була проведена через їхній поганий стан, хоча згадка якихось «капсул» в записці прямо вказувало на отруєння як можливу причину смерті.

## Розслідування
Вдалося з'ясувати, що маски були виготовлені загиблими самостійно в майстерні з ремонту побутової техніки. Вночі у вівторок 16 серпня 1966 р. Мануель Перейра да Крус повідомив дружині, що збирається їхати зі своїм напарником в Сан-Паулу, щоб придбати потрібні йому радіодеталі. Вранці 17 серпня обидва радіотехніка вирушили в дорогу, взявши з собою 2,3 мільйона крузейро (приблизно 1000$). В 14:30 того ж дня їх автобус прибув на автовокзал у Нітерой. Після цього в одному з магазинів цього міста вони купили непромокальні плащі (що не викликало у слідства особливого подиву, позаяк погода в ті дні була дуже дощовою), а також пляшку мінеральної води в барі. Продавцю вони пообіцяли скоро повернутися і здати порожню пляшку назад (з чого слідство дійшло висновку, що вони не планували здійснювати самогубство). При цьому продавець помітив, що Мануел явно був знервований і раз у раз дивився на годинник.
Останній раз їх бачили живими ввечері того ж дня поруч із пагорбом Вінтен. Згідно зі свідченнями місцевого охоронця, він бачив двох осіб, які зовні нагадують загиблих, у джипі разом із ще двома чоловіками. Неподалік від пагорба джип зупинився, Мануель і Мігел вийшли з нього і пішли вгору по схилу пагорба, поки не зникли з виду.
Як з'ясувалося згодом, тіла були знайдені ще 18 серпня іншим підлітком на ім'я Паулу Кордейру Азеведу дус Сантус (Paulo Cordeiro Azevedo dos Santos), того ж віку, що і Жоржі да Коста Алвес. Він повідомив про цю знахідку поліцейським, але розслідування у результаті почалося тільки через два дні, після другої  заяви. Було висловлено припущення, що так вийшло тому, що патрульні вирішили привласнити собі гроші, знайдені у загиблих.
У ході розслідування поліцією був допитаний Елсіо Коррейа Гомес (Elcio Correia Gomes), який раніше був помічений у проведенні якихось небезпечних експериментів разом з Мануелем та Мігелем, один з яких привів до сильного вибуху в районі пляжу Атафона (Praia de Atafona). Втім, жодних доказів його причетності до цієї справи виявити так і не вдалося.
Були також допитані вдова Мануела і сестра Мігела, але з їхніх свідчень стало ясно тільки те, що обидва загиблих цікавилися псевдонаукою і спіритизмом, і належали до якогось таємномого суспільства, члени якого намагалися встановити зв'язок з потойбічним світом та інопланетними цивілізаціями. Крім того, у тій же майстерні була знайдена книга по «науковому спіритизму», в якій були підкреслені речення зі словами «яскраве світіння» і «маски». Також, за словами сестри Мігела, її брат говорив про якусь «секретну місію», в якій він повинен був взяти участь. Схожі показання надала і вдова Мануела — згідно з нею, за кілька днів до смерті її чоловік згадував якийсь «фінальний тест», після якого повинно стати ясно, чи виправдалася його віра в непізнане, чи ні.
Крім того, загиблих також звинувачували в підтримці роботи піратської радіостанції в районі Глісеріу. Також стало відомо, що вони у свій час відвідували курси, організовані Philips Electronics в Сан-Паулу. Ці курси могли дати їм кваліфікацію, достатню для складання радіостанції і роботи над нею, але у них в будь-якому випадку навряд чи вистачило б знань для проведення яких-небудь серйозних наукових експериментів.
Через великий суспільний інтерес до справи, 25 серпня 1967 року була проведена ексгумація і повторна експертиза тіл, яка знову не виявила жодних ознак насильницької смерті. Слідство у справі було припинено у 1969 році. На даний момент маски зберігаються в музеї поліції Ріо-де-Жанейро.

## Версії того, що сталося

### Раціональні
На самому початку розслідування була досить популярна версія про те, що двоє радіотехніків були вбиті блискавкою — оскільки увечері 17 серпня в околицях Нітероя був дощ з грозою, а перебувати на височинах (та ще й з металевими предметами на тілі) в таку погоду особливо небезпечно. Ця версія була категорично відкинута експертом, який проводив розтин.
Згідно з іншою популярною версією, хтось скористався наївністю радіотехніків, запропонувавши їм взяти участь у цікавому «експерименті», давши їм капсули з отрутою та потім викрав гроші. На даний момент це єдине раціональне пояснення того, що сталося, але ніяких прямих доказів на користь цієї версії немає. Невідомо також, скільки грошей було у загиблих з собою на момент їх смерті (після всіх їхніх витрат в Нітероє), і чи не були ці гроші привласнені поліцейськими 18 серпня.

### Фантастичні
Події справи припали якраз на час загального захоплення уфологією і паранормальними явищами в Бразилії, тому не дивно,  чому  було запропоновано безліч фантастичних пояснень. Зокрема, відомий езотерик Оскар Гонсалис Кеведу в інтерв'ю газеті O Globo заявив, що в «капсули» могло міститися речовина, що вводить в транс і допомагає досягти гиперестезії, а маски були необхідні для захисту «третього ока» від випромінювання з «паралельних світів». Він підкреслив, що для успіху в таких практиках необхідні тривалі вправи і відмінна фізична форма (чого загиблі, можливо, не мали).
Після того, як справа набула розголосу у пресі, в поліцію звернулася пані Грасінда Барбоза Котінью ді Соза (Gracinda Barbosa Coutinho de Sousa) і заявила, що ввечері 17 серпня вона разом з трьома дітьми проїжджала на машині неподалік від передбачуваного місця події. Її 7-річна донька звернула увагу на дивний яйцеподібний об'єкт помаранчевого кольору, видимий над вершиною горба. За її словами, об'єкт був оточений різнобарвним вогненним кільцем, і від нього у всіх напрямках виходили промені синього кольору. Повернувшись додому, вона розповіла про побачене своєму чоловікові, який тут же приїхав на місце спостереження, але не помітив нічого незвичайного. Пізніше ще кілька людей повідомили поліції, що також спостерігали незрозумілі атмосферні явища в тому ж місці і в цей же час. Крім того, за деякими свідченнями, схожий об'єкт спостерігався в небі над Нітероєм 16 березня того ж року в 9:15 вечора на висоті близько 100 футів (приблизно 30 метрів). Невідомо, наскільки всі ці свідчення заслуговують довіри, але вони викликали чималий інтерес в уфологічних колах.

## Додаткові факти
Після того, як інформація про справу, що з'явилася в ЗМІ, стало відомо про дуже схожий інцидент, що трапився за 4 роки до цього. У 1962 році на пагорбі Крузейру (Morro do Cruzeiro) був знайдений мертвим телемайстер, відомий під ім'ям «Ермес» (Hermes). На місці події була виявлена маска, аналогічна знайденим на пагорбі Вінтен. Причину його смерті визначити також не вдалося, але після того, як стало відомо, що незадовго до смерті він брав якісь «таблетки», справу визнали самогубством, внаслідок чого вона не отримала широкого розголосу.
Згідно INFA, загиблий на пагорбі Крузейру телемайстер вірив у здатність людського мозку приймати телепередачі без якого-небудь додаткового обладнання (мабуть, малася на увазі варіація на тему відомої міської легенди про прийом радіопередач на «детекторний приймач» з зубної пломби), але невідомо, чи це мало якесь відношення до причин його смерті.
У 1980 році місце події відвідав Жак Валле, який звернув увагу на те, що земля навколо нього виглядає наче випаленою. Скептики пояснили це тим, що поліцейські, прагнучи зупинити розкладання тіл, вилили на них і на землю навколо них чимало формаліну, який і вбив всю рослинність.

## Див. також
- Загибель тургрупи Дятлова (1959)